# Lophospermum purpusii
Lophospermum purpusii är en grobladsväxtart som först beskrevs av T.S. Brandegee, och fick sitt nu gällande namn av Werner Hugo Paul Rothmaler. Lophospermum purpusii ingår i släktet Lophospermum och familjen grobladsväxter. Inga underarter finns listade i Catalogue of Life.

## Bildgalleri

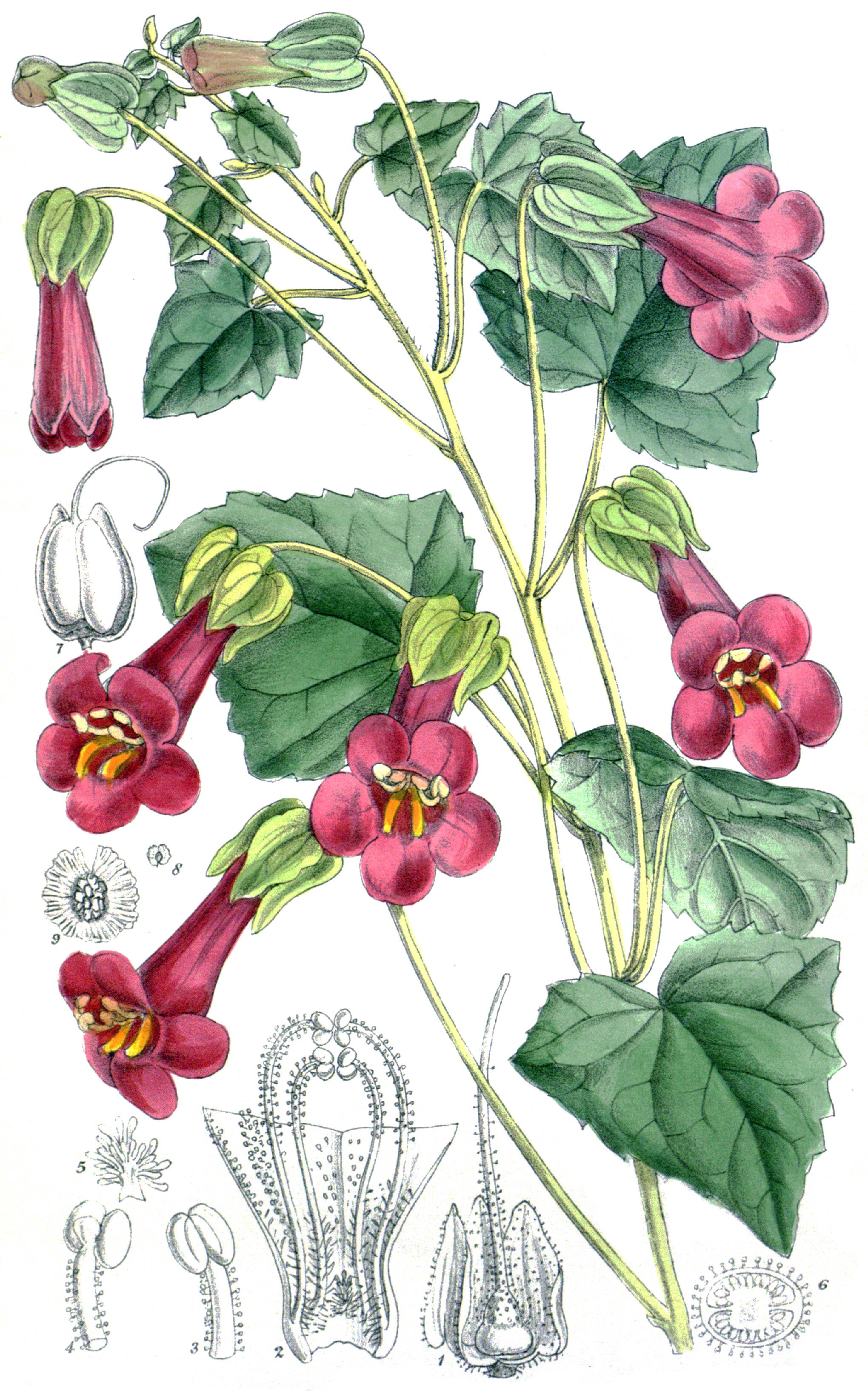